# アヴァンセ (芸能事務所)
株式会社アヴァンセは、日本の子役養成所、芸能事務所である。所在地は東京都世田谷区松原。

## 概要
2009年6月、かつてテレビドラマの子役としてデビューした俳優の坂上忍が、新たな子役タレントを育成するために創立した。当時の坂上は映画監督としても活動していたが、オーディションで集まった子役たちが皆、特徴のない演技をすることに違和感を覚え、現状の養成システムに「自分が子役だった頃とまったく変わってなくて、腹が立つ」と感じたことが立ち上げのきっかけとなる。所属する子役タレントは、ドラマ、CM、バラエティなど様々なジャンルに出演している。

## 所属タレント
- 寺澤徠稀
- 石澤柊斗
- りょうた
- 植田龍輝
- 石川令菜
- 小林萌夏
- 林タケル